# Curtara xingua
Curtara xingua är en insektsart som beskrevs av Delong 1980. Curtara xingua ingår i släktet Curtara och familjen dvärgstritar. Inga underarter finns listade i Catalogue of Life.